# St. Johann (Lemgo)

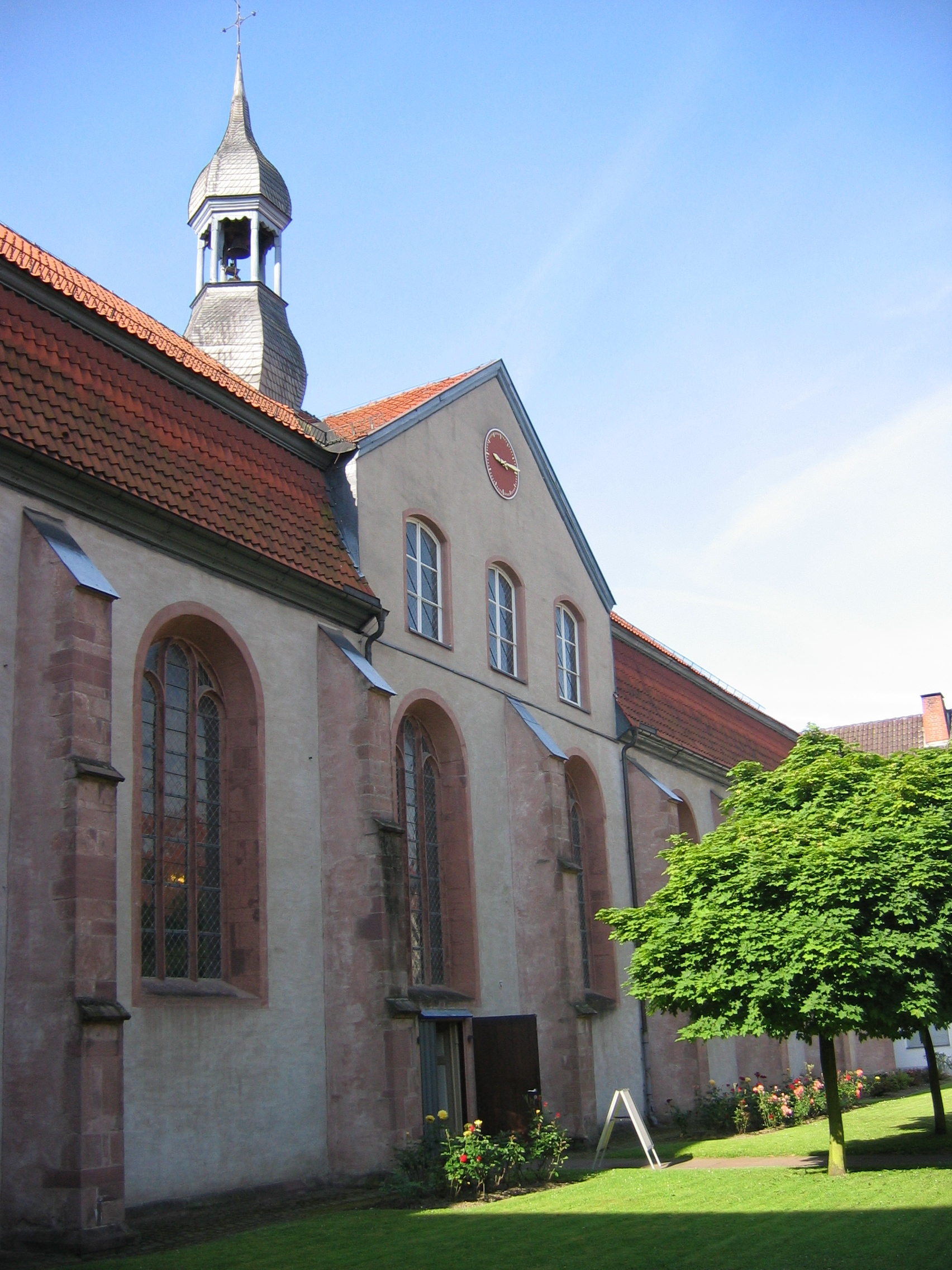
St. Johann zu Lemgo

St. Johann ist eine evangelisch-reformierte Pfarrkirche in der Lemgoer Innenstadt. Die Geschichte dieses Kirchbaus lässt sich bis etwa auf das Jahr 780 zurückverfolgen.

## Geschichte
Der Kirchbau reicht mit seiner Geschichte bis in das Jahr 780 und wird als Keimzelle der Stadt Lemgo angesehen. Die Gründung von Lemgo fällt damit in die Zeit Karls des Großen. Einen konkreten Beweis lieferte die Bestimmung des Alters eines kleinen Knochenstücks vom Friedhof von St. Johann mittels der Radiokohlenstoffmethode. Vermutlich besaß diese erste Kirche ein Kilianspatrozinium.
In der Nähe des ehemaligen Johannistores lag das Franziskanerkloster mit seiner Kirche, auch Brüderkloster genannt.
Das Kloster war an der Stelle eines Hofes gegründet worden, den der Knappe Johann von Molenbeck im Jahre 1463 den Franziskaner-Observanten in Hamm zur Verfügung gestellt hatte. Der Neugründung war infolge der Reformation keine lange Lebensdauer beschieden.

## Baugeschichte und Baustil

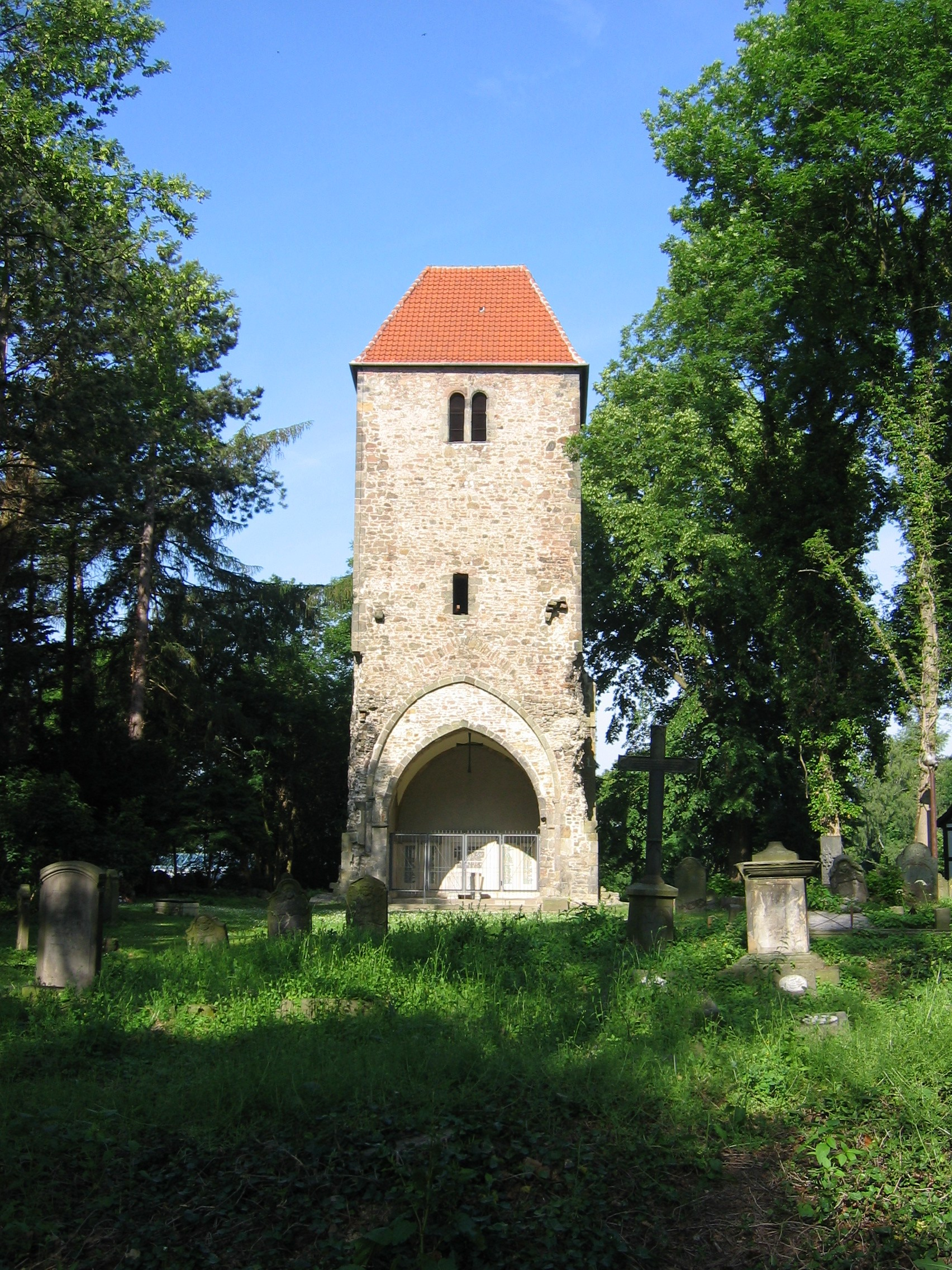
Stumpfer Turm

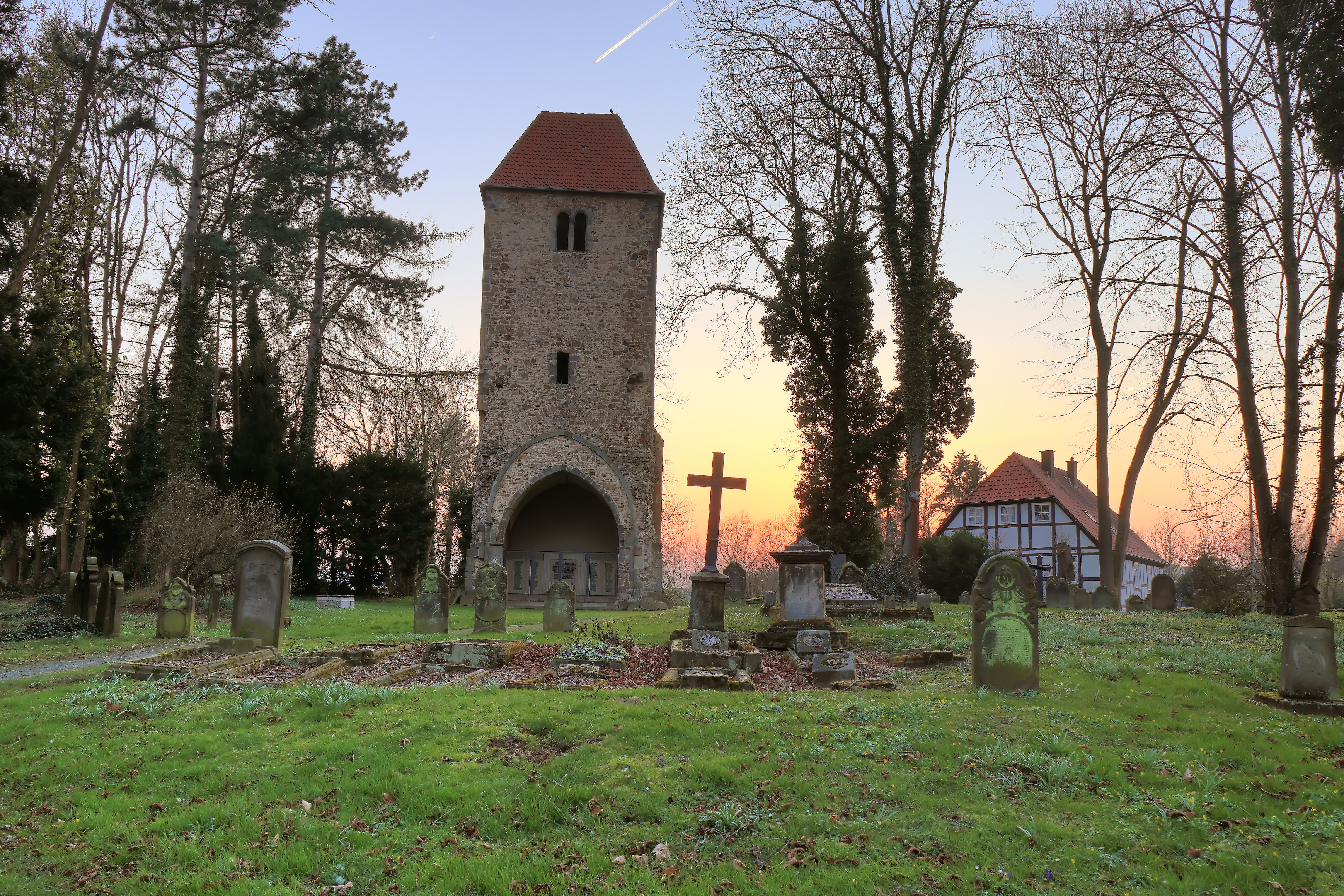
Stumpfer Turm abends

Die Kirche wurde nach der Zerstörung der Kirche St. Johannis extra muros (St. Johannes vor den Mauern) im Jahre 1638 der Johannisgemeinde überlassen. Der Stumpfe Turm zeugt von der alten Kirche und trägt das Geläut.
Die Kirche ist im Innern wie Äußern öfter verändert worden. Wie sie zur Klosterzeit aussah, ist nicht bekannt. Im Innern ist keine Spur der ehemaligen Ausstattung erhalten. Aus einem Stich Lemgos von Lennep (1664) ist zu ersehen, dass die Kirche damals ein Satteldach und einen Dachreiter mit schlanker Spitze hatte. Das Walmdach und der Dachreiter mit Zwiebelspitze stammen von der durchgreifenden Erneuerung der Kirche unter Pastor Pothmann im Jahre 1799. Damals wurde auch der Giebel mit der Uhr hinzugefügt.
Nach Art der meisten Klosterkirchen ist die Brüderkirche nur auf einer Längsseite von Fenstern durchbrochen, was dem Innern ein gleichmäßig warmes Licht gibt.

## Ausstattung

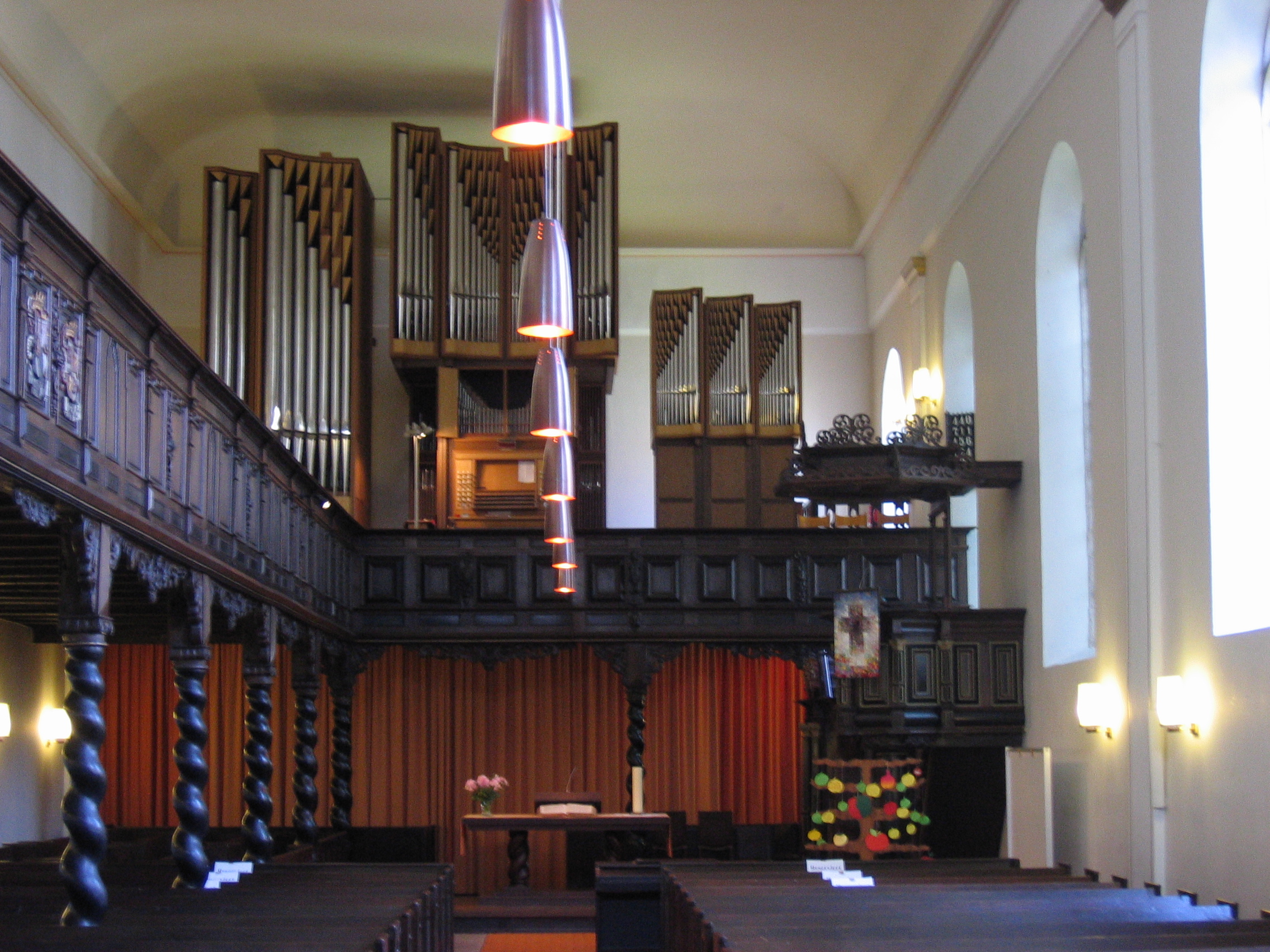
Innenansicht

Weit vorspringende Emporen umgeben den Raum auf drei Seiten, von gedrehten Säulen getragen. Die Brüstung zeigt zierliches Schnitzwerk im Geschmack der Barockzeit. Diese Ausstattung stammt laut dem in der Mitte angebrachten Wappen des Grafen Casimir zur Lippe-Brake aus dem Jahre 1684.
Auch die Kanzel stammt aus jener Zeit. Sie ist eine Schenkung, wie die Inschrift und das prächtig geschnitzte Wappen der Stifterin zeigen:

„Die Wohlgebohrne Frauwe Dorothea Christina De Wreden gebohrne Von Exterde hat diese Cantzel zum Andenken ihrer eintzigen zu dieser Kirche begrabenen Tochter Theodore Hermine de Wreden verehrt. 1683“

Im Jahre 1970 wurde die Orgel durch eine neue der Orgelbaufirma Gustav Steinmann Orgelbau ersetzt.
Die kleine Gussstahl-Glocke (Ton b2) im Dachreiter ist Nachfolgerin einer mittelalterlichen Glocke und dient dem Uhrschlag.